# Knysna endroedyi
Knysna endroedyi är en skalbaggsart som beskrevs av Dombrow 2006. Knysna endroedyi ingår i släktet Knysna och familjen Melolonthidae. Inga underarter finns listade i Catalogue of Life.